# Ảo tưởng

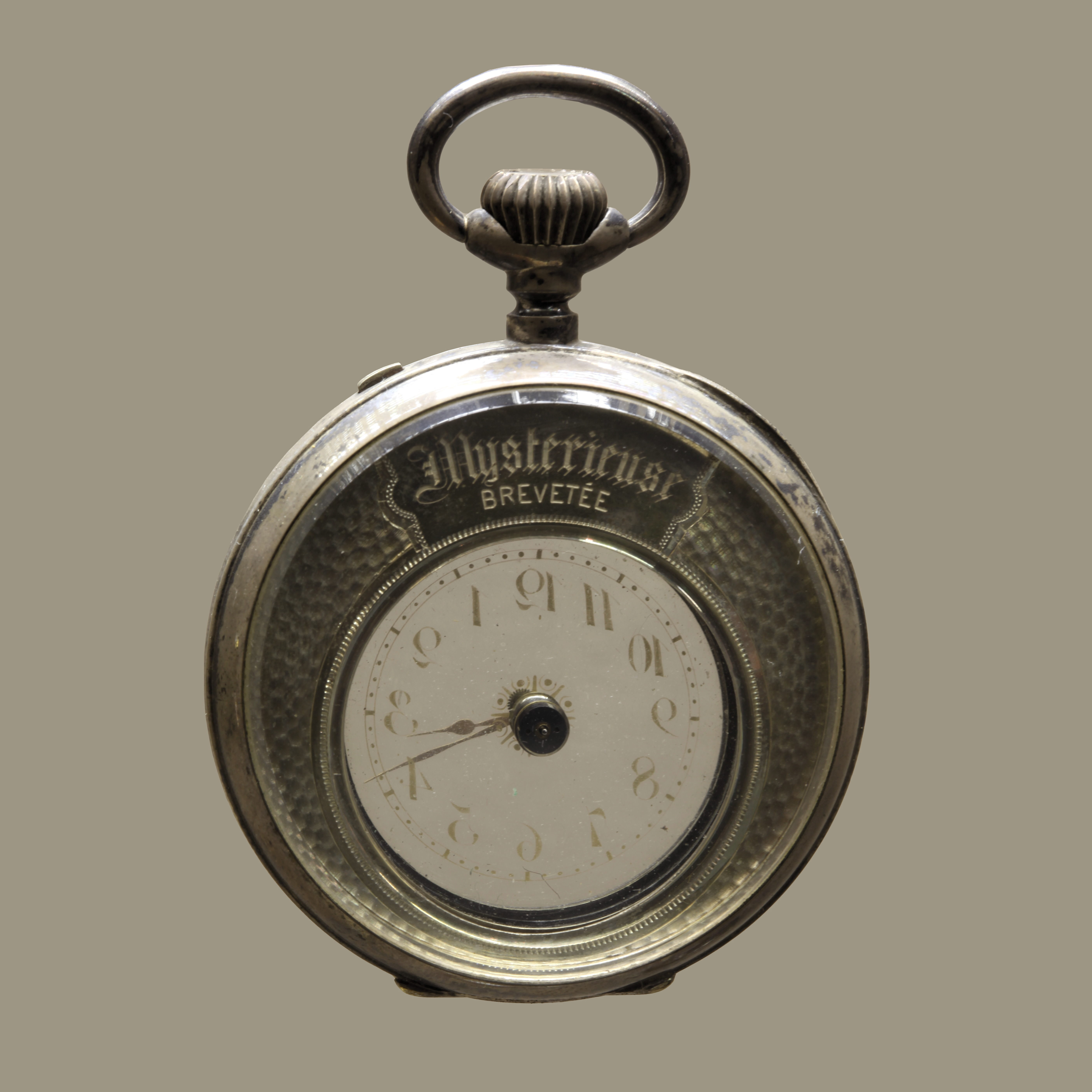
Mặt số trong suốt trong " chiếc đồng hồ bí ẩn " này có thể tạo ra ảo tưởng ở người xem rằng đôi tay hoạt động mà không có bất kỳ chuyển động nào.

Ảo tưởng (tiếng Anh: illusion) là sự biến dạng của các giác quan, có thể tiết lộ cách bộ não con người thường tổ chức và diễn giải sự kích thích giác quan. Mặc dù ảo tưởng làm biến dạng nhận thức của chúng ta về thực tế, nhưng chúng thường được chia sẻ bởi hầu hết mọi người.
Ảo tưởng có thể xảy ra với bất kỳ giác quan nào của con người, nhưng ảo tưởng thị giác (ảo tưởng quang học) là thứ được biết đến và hiểu rõ nhất. Sự nhấn mạnh vào ảo ảnh thị giác xảy ra vì tầm nhìn thường chi phối các giác quan khác. Ví dụ, các cá nhân xem một người nói tiếng bụng sẽ cảm nhận được giọng nói phát ra từ hình nộm vì họ có thể nhìn thấy miệng giả từ đó.
Một số ảo tưởng dựa trên các giả định chung mà não bộ đưa ra trong quá trình nhận thức. Những giả định này được thực hiện bằng cách sử dụng các nguyên tắc tổ chức (ví dụ, lý thuyết Gestalt), năng lực của một cá nhân đối với nhận thức sâu sắc và nhận thức chuyển động, và sự kiên định nhận thức. Những ảo tưởng khác xảy ra do cấu trúc cảm giác sinh học trong cơ thể con người hoặc các điều kiện bên ngoài cơ thể trong môi trường vật lý của một người.
Thuật ngữ ảo tưởng chỉ một dạng biến dạng cảm giác cụ thể. Không giống như ảo giác, là một biến dạng trong trường hợp không có kích thích, một ảo ảnh mô tả một sự giải thích sai về một cảm giác thực sự. Ví dụ, nghe giọng nói bất kể môi trường sẽ là ảo giác, trong khi nghe giọng nói trong tiếng nước chảy (hoặc một nguồn thính giác khác) sẽ chỉ là ảo ảnh.

## Quang học

Một ảo ảnh quang học. Hình vuông A có màu xám giống hệt như hình vuông B. (Xem ảo ảnh bóng của Checker.)

Một ảo ảnh quang học được đặc trưng bởi hình ảnh cảm nhận trực quan là lừa dối hoặc gây hiểu lầm. Do đó, thông tin thu thập được bằng mắt được não xử lý để đưa ra, trên mặt của nó, một nhận thức không kiểm đếm bằng phép đo vật lý của nguồn kích thích. Một giả định thông thường là có những ảo giác sinh lý xảy ra tự nhiên và ảo giác nhận thức có thể được chứng minh bằng các thủ thuật trực quan cụ thể nói lên một cái gì đó cơ bản hơn về cách hệ thống nhận thức của con người hoạt động. Bộ não con người xây dựng một thế giới bên trong đầu của chúng ta dựa trên những gì nó lấy mẫu từ môi trường xung quanh. Tuy nhiên, đôi khi nó cố gắng tổ chức thông tin này, nó nghĩ tốt nhất trong khi những lần khác nó lấp đầy những khoảng trống. Cách thức mà bộ não của chúng ta hoạt động là cơ sở của một ảo ảnh.

## Thính giác
Một ảo tưởng thính giác là một ảo tưởng về thính giác, tương đương với thính giác của một ảo ảnh quang học: người nghe nghe hoặc âm thanh mà không có mặt trong các gói kích thích, hoặc "bất khả thi" âm thanh. Nói tóm lại, ảo tưởng âm thanh làm nổi bật các khu vực mà tai và não của con người, như các công cụ hữu cơ, tạm thời, khác với các thụ thể âm thanh hoàn hảo (tốt hơn hoặc tồi tệ hơn). Một ví dụ về ảo tưởng thính giác là giai điệu của người chăn cừu.

## Xúc giác
Ví dụ về ảo giác xúc giác bao gồm chi ma, ảo tưởng nướng nhiệt, ảo tưởng thỏ và ảo tưởng tò mò xảy ra khi ngón trỏ và ngón giữa chạy dọc sống mũi với một ngón tay ở mỗi bên hai mũi riêng biệt. Các khu vực não được kích hoạt trong nhận thức xúc giác ảo tưởng tương tự như kích hoạt trong quá trình kích thích xúc giác thực tế. Ảo tưởng xúc giác cũng có thể được khơi gợi thông qua công nghệ haptic. Những đối tượng xúc giác "ảo tưởng" này có thể được sử dụng để tạo ra "đối tượng ảo".

## Tạm thời
Một ảo tưởng tạm thời là một sự biến dạng trong nhận thức về thời gian, xảy ra khi khoảng thời gian giữa hai hoặc nhiều sự kiện là rất hẹp (thường là dưới một giây). Trong những trường hợp như vậy, một người có thể cảm nhận được thời gian là chậm lại, dừng lại, tăng tốc hoặc chạy lùi.

## Các giác quan khác
Ảo tưởng có thể xảy ra với các giác quan khác bao gồm cả những người liên quan đến nhận thức thực phẩm. Cả âm thanh  và cảm ứng  đã được hiển thị để điều chỉnh độ cứng và độ giòn của sản phẩm thực phẩm. Người ta cũng phát hiện ra rằng ngay cả khi một phần của thụ thể vị giác trên lưỡi bị tổn thương thì hương vị huyễn hoặc có thể được tạo ra bởi sự kích thích xúc giác. Bằng chứng về ảo tưởng khứu giác (mùi) xảy ra khi nhãn bằng lời nói tích cực hoặc tiêu cực được đưa ra trước khi kích thích khứu giác. Hiệu ứng McGurk cho thấy những gì chúng ta nghe bị ảnh hưởng bởi những gì chúng ta thấy khi chúng ta nghe người nói. Một ảo ảnh xảy ra khi thành phần thính giác của một âm thanh được ghép nối với thành phần thị giác của âm thanh khác, dẫn đến nhận thức về âm thanh thứ ba. Đây là một ảo ảnh đa giác quan, thính giác.

## Rối loạn
Một số ảo ảnh xảy ra là kết quả của một căn bệnh hoặc một rối loạn. Mặc dù những loại ảo ảnh này không được chia sẻ với mọi người, nhưng chúng là điển hình của từng tình trạng. Ví dụ, những người mắc chứng đau nửa đầu thường báo cáo ảo tưởng củng cố.

## Khoa học thần kinh
Nhận thức được liên kết với hoạt động não cụ thể và do đó có thể được khơi gợi bằng cách kích thích não. Các nhận thức (huyễn hoặc) có thể được gợi lên từ các phosphene đơn giản (phát hiện ánh sáng trong trường thị giác) đến các nhận thức cấp cao. Trong một nghiên cứu trường hợp duy nhất trên một bệnh nhân trải qua đánh giá tiền phẫu thuật để điều trị bệnh động kinh, kích thích điện ở ngã ba thái dương trái gợi lên sự cảm nhận của một người gần đó (ảo tưởng), "bóng tối" thay đổi vị trí và tư thế của bệnh nhân".